# Storstadens Hyæne
Storstadens Hyæne er en dansk stum melodramafilm fra 1912 produceret af Filmfabrikken Skandinavien og instrueret af Knud Lumbye efter eget manuskript. Filmen er baseret på Emile Zolas roman Nana.
Filmens hovedrolle som Nana spilles af Ellen Lumbye. I programmet for filmen fremhæves endvidere Holger Reenberg for dennes præstation som den alkoholiserede Coupeau i forspillets deleriumscene.
Filmen havde dansk premiere den 27. maj 1912 i Kæmpe-Biografen.

## Handling
Nana er vokset op i fattigdom og har store ambitioner om at bryde ud af den. Hun bliver en del af Paris’ teatermiljø og involverer sig med flere af de mænd, der kurtiserer hende. Nana bliver indhentet af sin fattige fortid, og historien ender tragisk.

## Medvirkende
- Ellen Lumbye som Nana
- Holger Reenberg som Coupeau
- Jon Iversen som George, Fru Hugons søn
- Emma Christiansen som Gervaise
- Aage Brandt som "Støvleskaft"
- Martha Olsen som Virginie
- Valdemar Møller
- Knud Rassow som Philippe, Fru Hugons søn
- Alma Lagoni som Rose, Mignons kone, skuespillerinde
- Alfred Hansen som Regissøren
- Jørgen Lund som Bordenave
- Rachel Hansen som Gaga, kokotte
- Carla Müller som Tatan-Nené, kokotte
- Edmund Petersen som Teaterbudet
- Elisabeth Lange som Grevinde Sabine de Muffat
- Vera Brechling som Fru Hugon
- Ludvig Nathansen som Mignon
- Knud Lumbye som Fontan, skuespiller
- Alfred Arnbak som Fauchery, journalist
- John Larsen
- Olga Svendsen som Zoë, Nanas kammerpige
- Karen Brandt som En pige hos fru Hugon
- Valdemar Schiøler Linck som Grev de Muffat
- Valdemar Keller som Daguenet, en ung levemand
- Ida Larsen som Tricon, kokotte
- Carl Petersen som En gammel levemand
- Nanna Jørgensen som Bestyrerinde for en blomsterfabrik
- Th. Lumbye som Musikdirektør

## Reflist
1. 1 2  Program for filmen, dfi.dk
2. ↑  Denne beskrivelse stammer fra Det Danske Filminstituts Filmdatabase.